# Adactylidium
Adactylidium è un genere di acari, noto per il suo insolito ciclo vitale.
La femmina gravida si nutre di un unico uovo di tripide; al suo interno porta a sua volta da 6 a 9 uova, da cui, una volta schiuse nel suo corpo, fuoriescono e si sviluppano da 5 a 8 femmine e un solo maschio. Quest'ultimo si accoppia con tutte le sorelle mentre essi sono ancora nel corpo della madre; questa viene letteralmente divorata dall'interno dalla prole in cerca dell'uscita.
Le femmine, a questo punto fecondate, praticano dei fori nell'involucro di quel che rimane della loro madre per emergerne e cercare altre uova di tripide; anche il maschio ne fuoriesce, ma non si mette in cerca né di cibo né di altre compagne, e muore nel giro di poche ore.
Le femmine invece vivono altri 4 giorni, finché la loro prole non le divora dall'interno.